# 中期防衛力整備計画 (1986)
中期防衛力整備計画（ちゅうきぼうえいりょくせいびけいかく）は、日本国自衛隊の軍備計画。本記事では初めての中期防となった「昭和61年度から昭和65年度までを対象とする中期防衛力整備計画」（1986年-1990年）、通称「61中期防」について解説する。
防衛力整備計画は従来も計画期間は5ヶ年であったが、他の国家計画と同様に装備品はいわゆる単年度方式を基本に取得されていた。昭和55年度以降は防衛庁限りの計画として5ヵ年の「中期業務見積り」が作成されるようになり、中期的な防衛力整備の方向を内容と経費の両面にわたって示すとの意図の許、防衛計画の大綱（51大綱）の基で従来の防衛力整備計画と中期業務見積りを一体化したものとして初めて本「中期防」が策定された。（昭和60年9月18日：国防会議決定、閣議決定）

## 策定された時代背景
1979年にソ連がアフガニスタンに侵攻、冷戦体制下で進んでいた米ソデタントは新冷戦に一転し、1983年のロナルド・レーガンによる「悪の帝国」発言と戦略防衛構想に代表されるアメリカ合衆国主導の対ソ連軍備強化の圧力が高まっていた。

## 方針
1. 航空機、艦艇、地対空誘導弾等装備の充実近代化による本土防空能力及び我が国周辺の海域における海上交通の安全確保能力の向上
2. 師団の近代化・編成の多様化、洋上・水際撃破能力等の強化による着上陸侵攻対処能力の向上
3. 正面と後方の均衡のとれた質の高い防衛力の整備
4. 情報・偵察・指揮通信能力、継戦能力、即応態勢及び抗たん性の向上並びに技術研究開発の推進

### 関連国防会議決定・閣議了解
- ナイキ-Jミサイルに替えて新地対空誘導弾ペトリオット6個高射群を国産により取得
- P-3Cの取得数75機を100機とする
- F-15Jの取得数155機を187機とする
- 戦車の一部を北海道に転用配備
- 航空偵察能力を強化するため、現有の要撃戦闘機（F-4EJ）の一部を偵察機に転用

（昭和60年9月18日）

## 概要
本計画は予算総額でおおむね18兆4,000億円程度（昭和60年度価格）を目途に編成された。

### 主要装備調達計画
陸上自衛隊
| 装備                               | 計画調達量        | 見直し後の計画 | 実績 |
| ---------------------------------- | ----------------- | -------------- | ---- |
| 戦車（新型を含む）※                | 246両             |                |      |
| 火砲                               | 277門             |                |      |
| 装甲車                             | 310両             |                |      |
| 地対艦誘導弾                       | 54基              |                |      |
| 対戦車ヘリコプター（AH-1S）        | 43機              |                |      |
| 輸送ヘリコプター（CH-47）          | 24機              |                |      |
| 地対空誘導弾（ホーク）改善用装備品 | 4個群及び教育所要 |                |      |

海上自衛隊
昭和60年9月18日国防会議決定・閣議了解により、昭和57年7月23日に国防会議で決定され、閣議了承された対潜哨戒機P-3Cの取得数75機を100機に変更している。
| 装備                                 | 計画調達量          | 見直し後の計画 | 実績 |
| ------------------------------------ | ------------------- | -------------- | ---- |
| 護衛艦                               | 9隻                 |                |      |
| 潜水艦                               | 5隻                 |                |      |
| その他                               | 21隻                |                |      |
| 自衛艦建造計（トン数）               | 35隻（約6.9万トン） |                |      |
| 固定翼対潜哨戒機（P-3C）             | 50機                |                |      |
| 対潜ヘリコプター（新型艦載型を含む） | 66機                |                |      |
| 掃海ヘリコプター（MH-53E）           | 12機                |                |      |

航空自衛隊
昭和60年9月18日国防会議決定・閣議了解により、昭和57年7月23日に国防会議で決定され、閣議了承された要撃戦闘機F-15の取得数155機を187機に変更している。
| 装備                      | 計画調達量 | 見直し後の計画 | 実績 |
| ------------------------- | ---------- | -------------- | ---- |
| 要撃戦闘機（F-15J）       | 63機       |                |      |
| 輸送機（C-130H）          | 7機        |                |      |
| 輸送ヘリコプター（CH-47） | 12機       |                |      |
| 早期警戒機（E-2C）        | 5機        |                |      |
| 中等練習機（T-4）         | 93機       |                |      |
| 地対空誘導弾              | 5個群      |                |      |